# Radbod (évêque de Séez)
Pour les articles homonymes, voir Radbod.
Radbod (Radbodus) est un prélat du XIe siècle.

## Famille
Avant de devenir évêque de Sées, Radbod a eu un fils, Guillaume Bonne-Âme, abbé de Saint-Étienne de Caen (1070-1079), puis archevêque de Rouen (1079-1110). Par sa femme, il est lié à la famille Flaitel.

## Biographie
Son installation sur l'évêché de Sées serait dû à la volonté des ducs de Normandie de reprendre le contrôle de la région tenue par les Bellême.
Son nom parait dans un acte de donation de Richard, duc de Normandie, à l'abbaye de Bernay daté de 1027 au plus tard. Il souscrit également à la charte de Cerisy en 1032.